# Google+
（簡稱：G+或GPlus）是Google公司推出的社交網站與身份服務；除社交網站身份外，Google也將Google+視為其旗下眾多服務之間社交層面的補強，與傳統社交網站僅能登入單一網站的概念不同。2019年4月2日，关闭消费者（个人）版服務，企业版则更名为「Google Currents」继续运作。

## 歷史
2011年6月29日，Google正式開放試驗Google+服務，這是創辦人拉里·佩奇成為新執行長後的重大任務，该服务整合了Google的所有社交服务（诸如Google Profiles和Google Buzz），还加入了很多新的功能，比如社交圈（Circles）多人視訊聊天（Hangouts），話題靈感（Sparks），Huddles以及行動社交應用（Mobile）。
Google+開放仅24天便获得了2000萬名用户，而Twitter和Facebook則分別用1035天和1152天才達到2000萬用戶數目。据称这是Google挑战社交网络竞争对手Facebook最有野心的一次企图，Facebook在2010年已经有超過五億每月登入用户。Google+針對Facebook過於開放的缺點，以隱私功能作為區分點，讓用戶可以在不同的朋友圈裏分享資訊。Google+的圈子功能，能把好友分成不同的群組，分別傳送不同的訊息，也正中了Facebook的弱點，目前Facebook需要透過繁複的設定才能把線上好友分成不同群組。Google+還提供視訊聊天功能，最多支持10人的電話會議。Google+開放的第一日，由於過多使用者被邀請加入，引致Google開放當天就關閉了使用者的邀請功能。
在2013年一月歷經多次改版後，超越Twitter，一度成為世界上第二大的社交網站。
2018年10月，Google承認由於軟體漏洞，Google+可能有多達50萬名用戶的個人資料洩漏給外部開發商，且早於2018年3月發現漏洞後，公司內部開會決定，不把這件事通知用戶，避免聲譽受損，或成為監管機構的針對對象。
2019年2月3日，因為其使用者參與度低，加上先前发现的可能會導致數十萬名的使用者資料外洩潛在的軟體錯誤，Google宣佈2019年4月2日他們將會關閉消费者（个人用户）版本的Google+。个人用户可以在关闭前下載並遷移他們的資訊，不過企業版保留，并更名为Google Currents。

## 版本沿革
- 2011年6月28日 - Google+网站服务项目正式启动，只能通过邀请注册。
- 2011年7月24日 - 注册用户数达到2500万人。
- 2011年8月10日 - 加入遊戲服務，共有16款遊戲，數月後增加至44款[13]。
- 2011年9月21日 - 向公众正式开放，任何人都可以注册而不需要被邀请。
- 2011年11月7日 - 面向于企业的Google+ Page正式启动。
- 2012年1月27日 - Google+将使用年龄限制从18岁下调至13岁[14]。
- 2012年4月11日 - 已重新更改设计用户界面。
- 2012年5月7日  - Google Hangouts On Air功能向大众开放[15]。
- 2012年6月27日 - Google+ Events功能发布，允许用户邀请好友进行如外出就餐，旅游等活动。
- 2012年12月6日 - Google+ Communities功能发布，此项功能允许你加入社群并分享各种信息。
- 2013年5月15日 - 宣布2013年6月將終止所有遊戲服務[16]。
- 2013年5月16日 - Google+再次重新设计用户界面，这次使宽屏用户体验更佳[17]。
- 2013年6月14日 - 通知图标由原先的方框变成了“小铃铛”。
- 2013年6月30日 - 終止所有遊戲服務，並將原遊戲服務轉移到其他網址[16]。
- 2014年11月 － 通知图标从“小铃铛”变成了一个更扁平化的圆点，但是YouTube界面下的小铃铛尚未改变。
- 2015年11月 - Google+推出了新页面预览版，将桌面版和移动版界面进行了统一，专注于社群和收藏集两个功能，新版本增加了分享到其他社交平台和生成链接的功能，且加载速度只有之前版本的1/4。用户可选择使用新版本或返回至经典版[18]。
- 2018年10月8日 - Google公司承认存在可能泄露用户个人信息的问题（社群功能的漏洞）[19]，Google+宣布结束面向个人的服务。
- 2019年4月2日 - 不再提供消費者（個人）版和品牌帳戶的Google+服務，但專為學校或公司的G Suite版仍持續運作，并更名为「Google Currents」[12]。

## 特色

由Auto Awesome创建的GIF动画

- 社交圈是Google+最重要的一個功能，使用者可以直覺的拖拉圈選並分類連絡人，並可隨時重新命名，讓分享與隱密性達到平衡。預設的四個社交圈分類為:「朋友」、「家人」、「點頭之交」與「追蹤」。社交圈的另一功能為調整訊息流的各個社交圈訊息的多寡。

- 訊息流是會視螢幕大小調整的行數的照片流式訊息牆。並能隨著上方社交圈的標籤，過濾想看的訊息[20]。

- Hangouts為Google+所提供的多人視訊聊天服務（單一聊天室上限10人。）
  - 作為Hangouts的Extras，使用者能夠同步觀看同部YouTube影片並討論，或者分享彼此的桌面等機能。
  - 2010年9月20日，Hangouts開始支援Android，擁有前鏡頭的手機。2012年7月10日開始支援 iOS 版本，並成為手機中獨立的app，其特色為永久的儲存訊息記錄與照片，訊息也將同步推送至複數裝置。

- 即時上傳相片為Android手機專屬的功能，主要目的為備份照片與有利分享，上傳時預設會自動優化照片，並不公開，直到使用者分享至訊息流中，或編入相簿[20]。Google+相簿（前身為 Picasa）中也提供名為 Creative Kit 的基礎編輯功能。

- +1是Google+的推薦網站或文章的功能之一。

- Google+ Pages為2011年11月7日啟用的服務，主要對象是提供組織、公司等非個人的使用者，建立如Facebook粉絲專頁的功能。

- Google+ Events為2012年6月27日啟用的服務，类似 Facebook 中提供的活动功能，允许用户添加活动、邀请其他用户参与，以即時上传共享图片视频，且与Google日曆集成[21][22]。

- Google+社群於2012年12月6日啟用，討論特定主題的社團。

- 2011年8月11日社交遊戲功能推出，最多時共能44款遊戲供選擇，但因遊戲功能僅於遊戲頁面運作，也與使用者的一般通知分離，可見度並不高[23]。故2013年6月30日起停止提供並移除遊戲服務[24]。

## 中國大陸的封鎖
2011年7月1日，在Google+开放邀请测试后的第3天被中國大陸政府屏蔽，方式是通过伪装成对方向双方发送无状态的TCP重置连接包重置连接，切断双方之间TLS（HTTPS）的加密连接。因为访问Google+时必须强制使用加密连接，所以此举尽管没有干扰到普通非加密的连接但却变相切断了用户与Google+服务器之间的连接，使Google+在中国大陆境内无法直接使用。由於各大高校的学生大部分都已经参与了第二代中国教育网（CERNET2）的建设及实验，这使得他们可以直接以IPv6的方式无障碍地访问Google+。移动终端App使用移动网络（例如中国移动、中国联通、中国电信）均可无障碍地访问Google+网页移动版，而Android平台以及iOS平台的Google+的连接也不会受到防火长城的干扰。
2012年2月20日左右，Google+在中国大陆地区的访问恢复正常。Google虽然没有回应此事，但有技术人员分析，这次所谓的“解封”只是Google方面更换了Google+的服务器，从而使防火长城的封锁失效。而在1月31日美国总统奥巴马开通了自己在Google+上的实名账户；之后Google+在中國大陆被“解封”後网友发起了“占领奥巴马G+”的活动，这次活动使奥巴马的动态评论基本为中文。此次事件也被众多中国媒体和國際媒体报導。
2013年5月，谷歌发布了新版Google Hangouts，但谷歌同时也对部分国家做出了限制，即当用户处于中国大陸、泰国及越南时，将被禁止使用环聊直播。如果一名中国大陸用户使用自己本身的IP地址访问Google+（移动端可直接连接，电脑端需要修改hosts文件），用户将被禁止使用Hangouts直播功能（直播功能需要YouTube才能实现），但这并不意味着谷歌禁止中国大陸用户使用环聊，中国大陸用户仍然可以在Gmail中使用环聊的文字聊天功能和视频聊天功能。
2013年8月开始，Google+可以间歇性在部分网络直接访问。如果将ISP提供的DNS服务器更改为公众DNS（如Google Public DNS）就可正常浏览。
2014年5月27日开始，Google+连同Google其他服务被中國大陆封锁至今。